# Alan Moulder
Pour les articles homonymes, voir Moulder.
Alan Moulder, né le 11 juin 1959 à Boston, est un réalisateur artistique et producteur de musique britannique.
Il a travaillé avec des artistes tels que Richard Hawley, Foals, Arctic Monkeys, The Jesus and Mary Chain, Curve, Ride, White Lies, My Bloody Valentine, 2:54, The Vaccines, Depeche Mode, U2, Placebo, The Killers, Nine Inch Nails, A Perfect Circle, The Smashing Pumpkins, Them Crooked Vultures, Death Cab for Cutie, Yeah Yeah Yeahs, Puscifer, Blonde Redhead, How to Destroy Angels, Interpol ou encore les Foo Fighters.